# Francisco Caraballo
Pour les articles homonymes, voir Caraballo.
Francisco Caraballo, alias « Armando Ramírez », « Pacho », « El Negro » ou « Lorenzo » né à Mompox, département de Bolívar, en Colombie le 10 octobre 1936 est un communiste marxiste-léniniste, guérillero colombien, ancien commandant et cofondateur de l'Armée de libération nationale (EPL). Francisco Caraballo, arrêté le 22 juin 1994, a été jugé et condamné à 38 ans de prison  .

## Biographie
Actif dans le Mouvement révolutionnaire libéral (MRL) dirigé à l'époque par Alfonso López Michelsen, il rejoint les rangs du Parti communiste colombien et crée le Parti communiste marxiste-léniniste de Colombie (PCC-ML) en 1964.
En 1994, il est capturé dans une ferme de Cajicá (Cundinamarca) avec sa femme et son fils, par la XIIIe brigade de l'Armée nationale colombienne.
Caraballo est condamné à 38 ans de prison pour rébellion, enlèvement et terrorisme. Il est également condamné à 29 ans de prison pour l'enlèvement de Beatriz Elena Turbay et du major de l'Armée nationale Luis Demetrio Yepes en 1992 et 1994, à Santander.
Le 18 avril 2008, après 14 ans de peine, il bénéficie d'une libération conditionnelle et est hébergé dans la maison de la paix à Medellín,